# Himno al Valle del Cauca
El Himno del Valle del Cauca, llamado oficialmente Himno al Departamento del Valle del Cauca, fue escrito por José Ignacio Tamayo y Pablo Emilio Camacho Perea; Santiago Velasco Llanos fue el encargado de la música de éste. Fue creado en 1961 e interpretado por primera vez el 14 de mayo de ese año en la plazoleta de San Francisco, en Cali. Mediante el Decreto n.º 0245 del 15 de marzo de 1967, se adoptó como el himno oficial del departamento.

## Letra[3]
Coro:
¡Salve! Valle del Cauca, Mi Tierra,
verdes campos de vida y solaz;
Paraíso del sol donde brillan,
La llanura, la sierra, y el mar (bis)
1
Bajo el límpido azul de tu cielo
Riega el Cauca los campos en flor;
Y el arado fecunda en tu suelo
frutos de oro, de miel y de amor
2
Por el bien de mi Valle, ¡adelante!,
por la paz, por la fe y la virtud,
firme paso al compás redoblante,
adelante, feliz juventud.